# 이와아키 히토시
이와아키 히토시(일본어: 岩明 均, 1960년 7월 28일 ~)는 일본의 남성 만화가이다. 도쿄도에서 태어났다.
1984년에 《슈라유키히메》로 유명한 카미무라 카즈오의 문하생이 되었으며, 1986년 〈쓰레기의 바다〉(ゴミの海, 단편집 《뼈의 소리》(骨の音)에 수록)가 치바 테츠야상에 입선하여 《모닝 오픈 증간호》(モーニングオープン増刊)에 실리면서 데뷔하였다.
1988년부터 1989년까지 고단샤(講談社)의 만화 잡지 《주간 모닝》(週刊モーニング)에 여고생 후코에서 일어나는 소소한 사건을 그린 《후코가 있는 가게(風子のいる店)》를 연재하였다.
1990년부터는 《기생수》(寄生獣)를 고단샤의 만화 잡지인《월간 애프터눈》(月刊アフタヌーン)에 연재하였고, 정체 불명의 생명체가 인체에 기생하여 식인을 한다는 충격적인 설정으로 큰 반향을 일으켰다. 이 작품은 단행본이 천만 부 이상 팔려 상업적인 성공을 거두었고, 제17회 고단샤 만화상과 제27회 성운상 코믹 부분을 수상하여 비평적 성공도 거두었다.
2000년에 일본 센고쿠 시대가 배경인 《눈의 고개, 검의 춤》(雪の峠・剣の舞)을 발표한 이후부터 주로 역사를 소재로 한 작품을 창작하고 있다. 2002년에 포에니 전쟁을 소재로 한 《유레카》(ヘウレーカ)를 발표한 후 2004년부터 알렉산드로스 대왕의 서기관 에우메네스의 일대기를 다룬 《히스토리에》(ヒストリエ)를 《애프터눈》에 연재하고 있다.

## 작품 목록
| 제목                               | 제목                           | 연재 잡지           | 연재 기간       | 권수 | 비고       |
| ---------------------------------- | ------------------------------ | ------------------- | --------------- | ---- | ---------- |
| 후코가 있는 가게(風子のいる店)     | 후코가 있는 가게(風子のいる店) | 모닝                | 1988년 ~ 1989년 | 4권  |            |
| 뼈의 소리(骨の音)                  | 뼈의 소리(骨の音)              |                     |                 | 1권  | 단편집     |
| 기생수(寄生獣)                     | 기생수(寄生獣)                 | 월간 애프터눈       | 1990년 ~ 1995년 | 10권 | 완전판 8권 |
| 칠석의 나라(七夕の国)              | 칠석의 나라(七夕の国)          | 빅 코믹 스피리츠    | 1997년 ~ 1999년 | 4권  | 완전판 2권 |
| 눈의 고개, 검의 춤(雪の峠・剣の舞) | 눈의 고개                      | 모닝 신 매그넘 증간 | 1999년          | 1권  |            |
| 눈의 고개, 검의 춤(雪の峠・剣の舞) | 검의 춤                        | 영 챔피온           | 2000년          | 1권  |            |
| 유레카(ヘウレーカ)                 | 유레카(ヘウレーカ)             | 영 애니멀 아란      | 2001년 ~ 2002년 | 1권  |            |
| 히스토리에(ヒストリエ)             | 히스토리에(ヒストリエ)         | 월간 애프터눈       | 2003년 ~        | 12권 |            |

## 수상 경력
- 1985년 - 제12회 치바 테츠야상 입선 - 〈쓰레기의 바다〉
- 1993년 - 제17회 고단샤 만화상 - 《기생수》
- 1996년 - 제27회 성운상 코믹 부분 - 《기생수》
- 2010년 - 문화청 미디어 예술제 대상 - 《히스토리에》
- 2012년 - 데즈카 오사무 문화상 대상 - 《히스토리에》